# Чандрика Кумаратунга
Чандрика Бандаранаике Кумаратунга (синх. චන්ද්‍රිකා බණ්ඩාරනායක කුමාරතුංග, там. சந்திரிகா பண்டாரநாயக்க குமாரதுங்க; 29. јун 1945), шриланчанска политичарка. Током 1994. године неколико месеци се налазила на позицији премијера Шри Ланке, а након тога је постала председница и обављала ту функцију до 2005. године. У том периоду је такође била и вођа Странке слободе Шри Ланке. Њени родитељи су такође били угледни политичари — Соломон и Сиримаво Бандаранаике.